# Franz Rothermels Haus
Franz Rothermels Haus in der rheinland-pfälzischen Gemeinde Dirmstein ist ein historisches Gebäude, das nach seinem vormaligen Eigentümer Franz Rothermel (1690/91–1759) benannt ist. Dieser war auch der ausführende Unternehmer – in den Quellen als „Maurer“ bezeichnet – beim Bau der Laurentiuskirche zwischen 1742 und 1746.
Infolge eines Lesefehlers bei der Handschrift auf dem Ortsplan von 1746 war das Anwesen zunächst fehlerhaft Franz Roth Domels Haus genannt worden. Es wurde in den Jahren nach 2000 restauriert und steht unter Denkmalschutz.

## Geographische Lage
Franz Rothermels Haus steht im Zentrum des Oberdorfs auf einer Höhe von 102 m ü. NHN an der Nordostecke des Schlossplatzes und hat die Straßenanschrift Metzgergasse 7. Die giebelständige Fassade des Haupthauses zeigt nach Süden, die östliche Längsseite erstreckt sich entlang der Seitenstraße Flomersheimer Eck.
Das Anwesen ist im Abstand von weniger als hundert Metern von weiteren Baudenkmälern umgeben: Südöstlich gegenüber steht das Älteste Haus, südwestlich das Sturmfedersche Schloss. Der Reigerspergische Hof aus dem Jahre 1592 an der Schlossplatz-Nordseite wurde in den 1960er Jahren abgerissen, um Platz für einen Wohnblock zu schaffen, der dann nie gebaut wurde. An der Nordseite der Metzgergasse liegen in geringer Entfernung von Franz Rothermels Haus westlich das ehemalige Gasthaus Drei Könige und östlich der Kornhof.

## Anlage

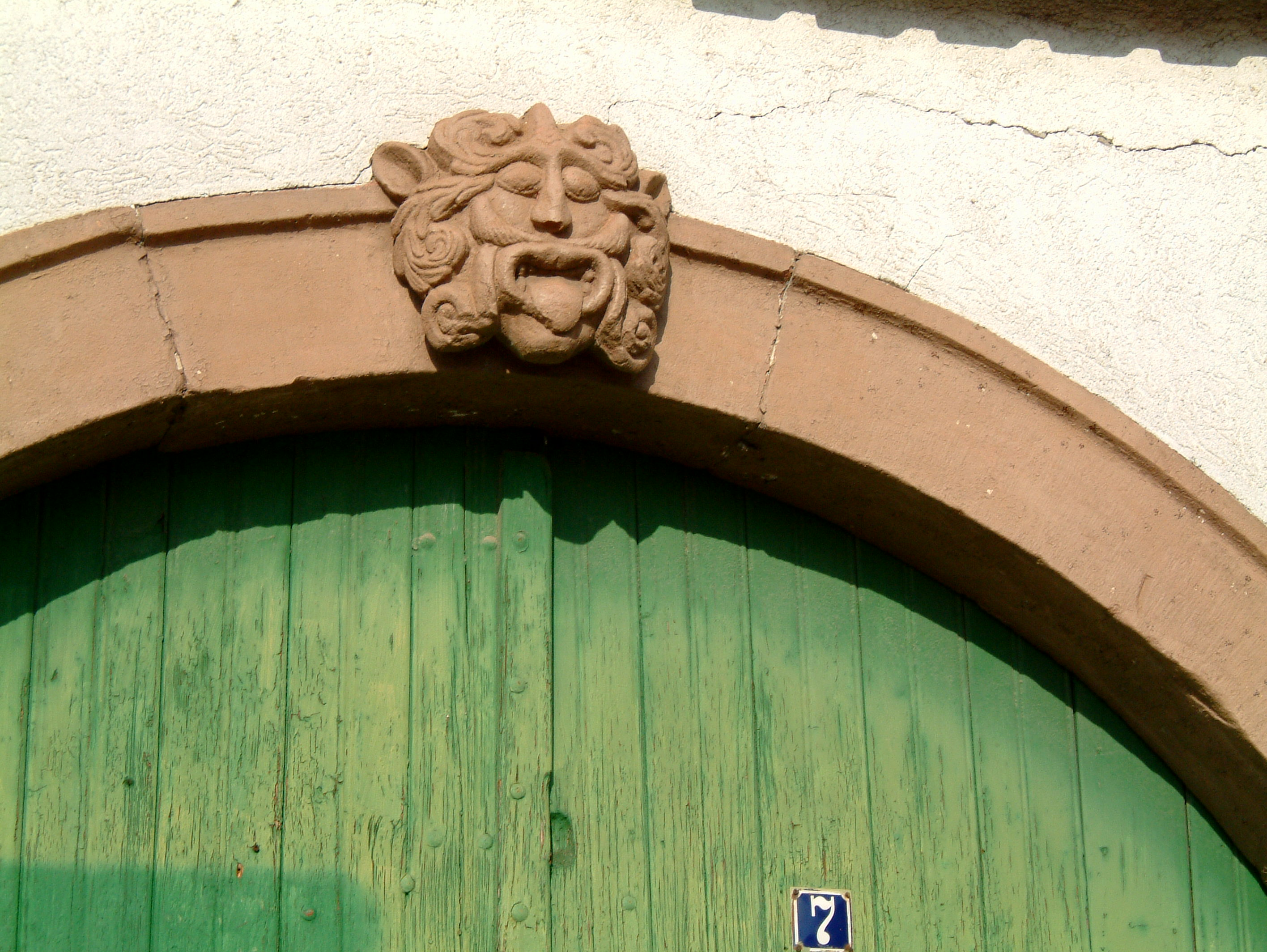
Neidkopf auf dem Schlussstein

Der Dreiseithof wird beherrscht durch das linksbündige Wohnhaus in Mischbauweise. Das Erdgeschoss ist massiv ausgeführt mit Eckrustika und geohrten Rechteckfenstern. Im Obergeschoss findet sich spätbarockes Sichtfachwerk mit k-förmigen Streben und geschweiften Rauten in den Brüstungen unterhalb der Fenster. Die Traufseiten sind schlichter gehalten. Für Dirmstein typisch ist das steile Walmdach. Innen führte eine Holztreppe aus der ersten Hälfte des 19. Jahrhunderts nach oben, die im Rahmen der Restaurierung mit behördlicher Erlaubnis entfernt wurde. Aus der Bauzeit überdauert haben einige Türen mit geohrten Rahmungen sowie im Obergeschoss eine Stuckdecke mit geschweiftem Rahmenfeld.
Die Hofmauer zur Metzgergasse hin wird von einem Rundbogentor durchbrochen, das profilierte Kämpfer sowie einen nachträglich ersetzten Maskenschlussstein mit Neidkopf aufweist. Ein weiterer Neidkopf ist in die Mauer zwischen Tor und Haupthaus eingelassen. Die Nebenbauten wurden mehrmals neu errichtet.

## Baugeschichte

### Errichtung
Als 1689 im Pfälzischen Erbfolgekrieg Truppen des französischen Königs Ludwig XIV. ganz Dirmstein niederbrannten, wurde besonders das dicht bebaute Ortszentrum durch die drei Tage wütende Feuersbrunst bis auf wenige Gebäude zerstört. Während der Phase des Wiederaufbaus in der ersten Hälfte des 18. Jahrhunderts wurde offenbar auch das Haus Metzgergasse 7 samt dem sich links anschließenden Hoftor und diversen Wirtschaftsgebäuden neu errichtet. Vermutlich wurden die Arbeiten, die vorwiegend in spätbarockem Stil ausgeführt wurden, von Franz Rothermel persönlich geplant bzw. erbracht. Er nutzte den Komplex in erster Linie als Wohn- und Geschäftshaus.

### Umbauten
Nach der Ära Rothermel ging das Anwesen in andere Hände über. Die ursprünglichen Wirtschaftsgebäude wurden später – wohl im Verlauf des 19. Jahrhunderts – weitgehend erneuert, damit sie auch für die Weinkellerei tauglich waren. Im 20. Jahrhundert stand die Anlage im Eigentum des Schlossers und ehemaligen Unteroffiziers Friedrich Bengel (1892–1985), der wegen eines Ereignisses im Ersten Weltkrieg zur ortsbekannten Persönlichkeit geworden war: Unter Einsatz seines eigenen Lebens hatte er am 14. Juli 1916 die Explosion eines großen Munitionsdepots verhindert und war dafür mit der Bayerischen Tapferkeitsmedaille, dem höchsten bayerischen Orden für Nichtoffiziere, ausgezeichnet worden. Bengels Familie betrieb in dem Gebäudekomplex über Jahrzehnte hinweg einen Winzerhof. Nach dem Aussterben der Familie begann die Restaurierung, die auch eine Nutzungsänderung bezweckte.

### Restaurierung

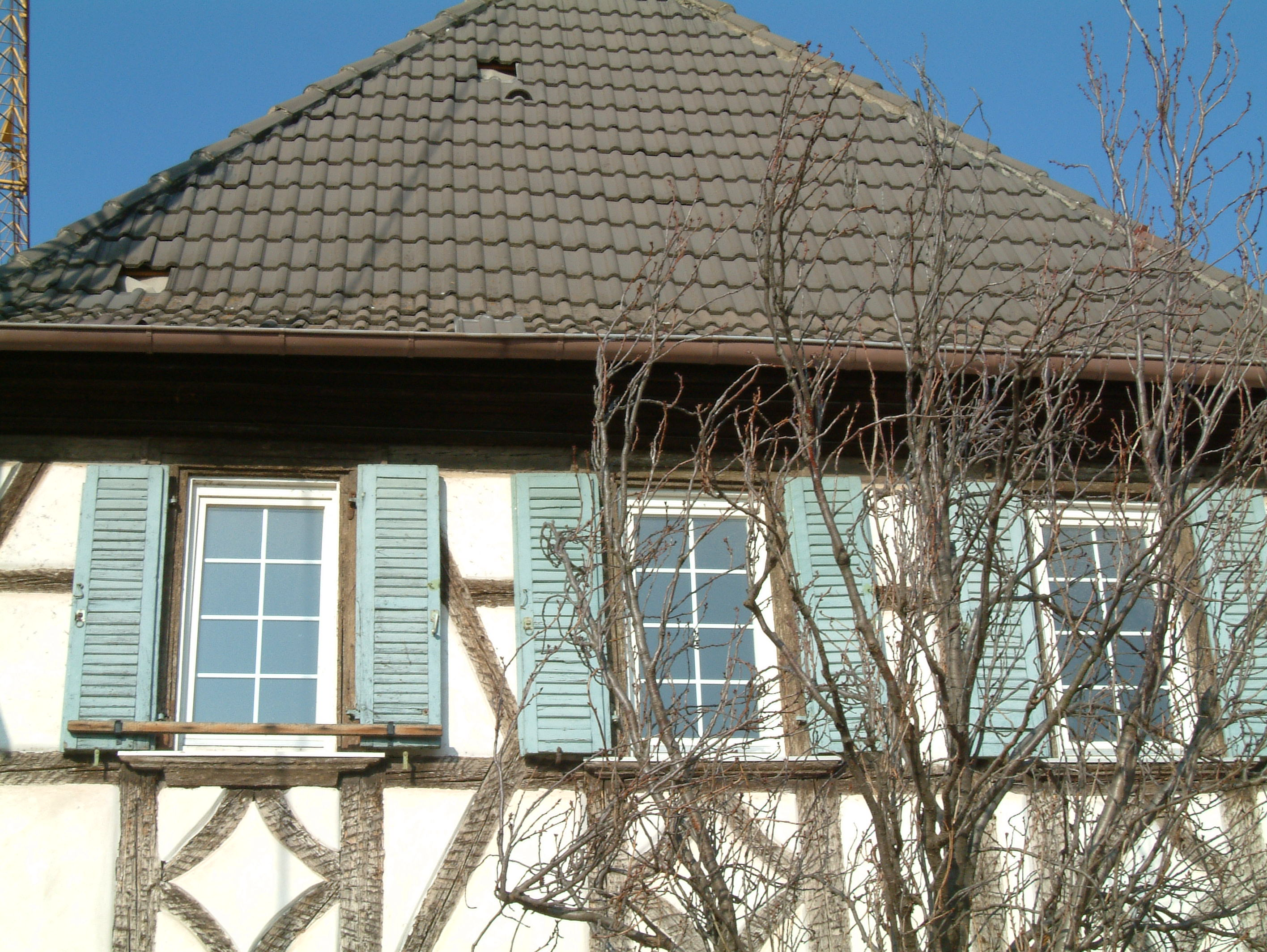
Südfassade während der Restaurierung

Nach seiner langjährigen Nutzung als Winzerhof befand sich das Anwesen farblich und baulich nicht mehr im Originalzustand. In den Jahren 2006 bis 2008 wurde es in Abstimmung mit der Denkmalpflege restauriert und unter dem Namen Senioren-Lodge zu einer behinderten- und seniorengerechten Wohnanlage mit zehn Appartements umgebaut, die betreutem Wohnen dienen. Dabei wurden die baufälligen rückwärtigen Wirtschaftsgebäude durch andere Bauten ersetzt, die etwas größer sind und sich im Stil an das Haupthaus anlehnen. Dieses besitzt nun nach hinten einen spiegelbildlichen „Zwilling“, der mit dem Vorderhaus durch einen geringfügig niedrigeren Zwischentrakt verbunden ist. In diesem befindet sich auch die Aufzugsanlage. Im Nebengebäude links des Hofes wurde ein kleiner Saal mit einer Kapazität von etwa 50 Personen geschaffen.